# 대한민국 민법 제141조
대한민국 민법 제141조는 취소의 효과에 대한 민법총칙상 조문이다. 2011년 3월 7일에 전문개정되었다.

## 조문
제141조(취소의 효과) 취소된 법률행위는 처음부터 무효인 것으로 본다. 다만, 제한능력자는 그 행위로 인하여 받은 이익이 현존하는 한도에서 상환할 책임이 있다.

## 같이 보기
- 대한민국 민법 제142조
- 대한민국 민법 제143조
- 대한민국 민법 제748조
- 행위능력
- 소급
- 취소
- 의사능력